# مزرعة الجثث (رواية)
مزرعة الجثث هي رواية جريمة وخيال من تأليف باتريشيا كورنويل، وهو الكتاب الخامس في سلسلة الدكتورة كاي سكاربيتا.

## الملخص
تستدعى كاي سكاربيتا للمساعدة في التحقيق في جريمة القتل الوحشي لإيميلي ستاينر البالغة من العمر 11 عامًا في ريف ولاية كارولينا الشمالية، والتي يشبه مقتلها عمل قاتل متسلسل تهرب من مكتب التحقيقات الفيدرالي لسنوات. تنضم إلى سكاربيتا ابنة أختها البارعة والمتمردة، لوسي، وهي متدربة في مكتب التحقيقات الفيدرالي ولها مستقبل واعد في منشأة هندسة الكمبيوتر في كوانتيكو. للمساعدة في التحقيق، تلجأ سكاربيتا إلى منشأة بحثية سرية في ولاية تينيسي تُعرف باسم مزرعة الجثث، وهناك تجد إجابات عن مقتل إميلي شتاينر.

## الشخصيات
- كاي سكاربيتا - كبير الفاحصين الطبيين.
- بنتون ويسلي - من مكتب التحقيقات الفيدرالي. الذي بدأ إقامة علاقات رومانسية مع كاي رغم زواجه.
- لوسي فارينيلي - ابنة أخت كاي.
- بيت مارينو – نقيب في قسم شرطة ريتشموند.
- الملازم هيرشل موت - ملازم في قسم شرطة الجبل الأسود.
- دكتور توماس كاتز - عالم الطب الشرعي في مزرعة الجثث.
- كاري جريثن

### الضحايا
- إميلي شتاينر - فتاة تبلغ من العمر 11 عامًا.
- ماكس فيرجسون - وكيل مكتب التحقيقات الحكومي.
- سوكس (يُطلق عليها الجوارب بسبب لونها الأسود وأطرافها البيضاء) - قطة إميلي، قطة ضالة بدأت إيميلي في إطعامها.

### وفيات أخرى
- صبي يبلغ من العمر 14 عامًا، في لندن.
- دينيسا شتاينر – والدة إميلي.

## المواضيع الرئيسية
- البحث عن قاتل إميلي شتاينر البالغة من العمر 11 عامًا.

## تلميحات
- تدور أحداث القصة حول بحيرة توماهوك في بلاك ماونتن بولاية نورث كارولينا.
- الرواية وعنوانها مستوحى من مرفق أبحاث الأنثروبولوجيا بجامعة تينيسي، والذي يستخدم في دراسة أنثروبولوجيا الطب الشرعي، على وجه الخصوص التحلل البشري . تُعرف المنشأة عمومًا باسم The Body Farm وتقع على بعد أميال قليلة جنوب نوكسفيل بولاية تينيسي، خلف المركز الطبي بجامعة تينيسي. أسست المنشأة من قبل عالم الأنثروبولوجيا الدكتور ويليام إم باس في عام 1981، بعد أن اكتشف عدم وجود مثل هذه المرافق التي تدرس التحلل على وجه التحديد.[1]

## روابط خارجية
- الموقع الرسمي للمؤلف
- فدان الموت: داخل مزرعة الجثث